# Schistoglossa bergvalli
Schistoglossa bergvalli är en skalbaggsart som beskrevs av Mary E. Palm 1968. Schistoglossa bergvalli ingår i släktet Schistoglossa, och familjen kortvingar. Arten är reproducerande i Sverige.